# Iraniërs
Iraniërs (Perzisch: ایرانی) zijn de bewoners van Iran. Iraniërs zijn geen etniciteit, maar een nationaliteit. Er zijn iets minder dan 87 miljoen Iraniërs.
Onder de Iraniërs komen de volgende bevolkingsgroepen voor: Perzen, Azerbeidzjanen en Koerden. Daarnaast komen er andere minderheden voor, waaronder Joden, Armeniërs, Lors (soms meegeteld als Perzisch), Arabieren, Beloetsjen en Turkmenen. 
Volgens het CIA World Factbook van 2006, de Perzen vormen bijna de helft van de Iraanse bevolking; andere schattingen gaan uit van een percentage van 70%.
In Nederland wonen ongeveer 31.064 Iraniërs (2009), vooral in grote steden als Amsterdam, Rotterdam, Den Haag en Utrecht.
Er is binnen Iran een groep mensen die geloven dat Iraniërs een nationaliteit zijn die een duidelijke collectieve culturele identiteit hebben. Met deze definitie is een Iraniër een individu die tot deze cultuur behoort. Mensen die deze definitie volgen beweren dat deze culturele identiteit de bestaande politieke en etnische scheidslijnen kan overbruggen.
Dit wordt echter ook weer door een andere groep mensen tegengesproken. Die zien een eventuele Iranische culturele identiteit als een kunstmatige methode om het bestaan van een ongedeeld Iran te kunnen rechtvaardigen. Tevens ziet deze groep een Iranische nationaliteit als een kunstmatig gegeven en ziet men zichzelf eerder als Pers, Azeri of Koerd.
Wat de huidige verhouding is tussen deze groepen is lastig te bepalen.